# Sodade
A Sodade (zöld-foki kreol nyelven, portugálul Saudade lenne, magyarul jelentése megközelítőleg: vágyódás, itt inkább visszavágyás, honvágy értelemben) című lassú coladeira dalt Armando Zeferino Soares írta az 1950-es években São Nicolaubanban egy baráti társaság búcsúztatójára, akik São Toméba (São Tomé és Príncipe Demokratikus Köztársaság) indultak munkát vállalni és feltehetőleg letelepedni. A szerző is a zöld-foki szigeteki São Nicolauban született és élt.
A Sodade szerzősége kérdésében számos elhúzódó vitája volt más zeneszerzőkkel, köztük Amândio Cabrallal és Luís Morais-szal. A bíróság végül 2006-ban mondta ki jogerősen, hogy a dal szerzője Armando Zeferino Soares. (Több forrás tévesen továbbra is Amândio Cabral-t és Luís Morais-t nevezi meg szerzőként.)
A dal Cesária Évora zöld-foki szigeteki énekesnő előadásában vált világhírűvé, amely Miss Perfumado című 1992-es albumán jelent meg először.

## Társadalmi-történelmi háttere
A Sodade a zöld-foki-szigeteki kivándorlók honvágyát fejezi ki, akik évszázadok óta szegődtek külföldre tengerészeknek illetve vándoroltak ki az országból újra-és-újra felidézve a „Quem mostrava esse caminho longe?” kérdést. (’Ki mutatta ezt a távolba vezető utat?’) A zöld-foki-szigetekiek önkéntesen vándoroltak ki a szigetekről minden kontinensre már az 1800-as évek eleje óta. A legkorábbi feljegyzett kivándorlási hullám Új-Angliába irányult, mivel kivételes tengeri jártasságuk miatt bálnavadászként és hajóskapitányként keresték őket. Ez elindította a zöld-foki-szigetekiek önkéntes bevándorlását Új-Angliába, valamint megnyitotta az utat a későbbi kivándorlás előtt az aszályos időkben és a Portugáliától történt elszakadás után.
A Sodade című dal a zöld-foki-szigetekiek bérmunkásként São Toméba vándorlására utal, amely António de Oliveira Salazar Portugália és egykori gyarmatai feletti tekintélyelvű uralma alatt történt.
A Sodade azonban csupán egyike annak a számtalan dalnak, amelyek a zöld-foki-szigeteki emigráció története során születtek, beleértve a bálnavadász korszakot is. Indulás előtt a barátok és a család (portugál és a kreol nyelven az úgynevezett despididas) gyakran kísérték mornákkal a búcsúzást szeretteiktől és a szomszédoktól serenata azaz szerenád keretében. Az olyan dalok, mint a Sodade, emlékeztetnek erre a hagyományra, és a zöld-foki-szigeteki emigrációhoz kapcsolódó nosztalgiát, honvágyat örökítik meg több mint két évszázadon át. Sok dalt a Sodadéhoz hasonlóan azért írtak, hogy azokkal búcsúzzanak szeretteiktől.
A zöld-foki-szigeteki kivándorlók története mint általában a világ emigrációs története (a zöld-foki-szigeteki kultúrára és zenére gyakorolt hatása) az oka annak, hogy a mornák szövegei a Sodade szövegéhez hasonlóan általában szomorkásak és nosztalgikusak.

## Szövege
| Eredeti szöveg[4]                     | Fonetikusan (nemhivatalos átírás)[5] | Magyarul (nyersfordítás)[6]           |
| Quem mostrava esse caminho longe?     | /ké mosztrav esz kaminyo lonzs/      | Ki mutatta ezt a távolba vezető utat? |
| Quem mostrava esse caminho longe?     |                                      |                                       |
| Esse caminho pa São Tomé              | /esz kaminyo pa sza tomé/            | Az utat São Toméba                    |
|                                       |                                      |                                       |
| Quem mostrava esse caminho longe?     |                                      |                                       |
| Quem mostrava esse caminho longe?     |                                      |                                       |
| Esse caminho pa São Tomé              |                                      |                                       |
|                                       |                                      |                                       |
| Sodade, sodade                        | /szodád, szodád/                     | Honvágy, vágyakozás                   |
| Sodade dessa minha terra, São Nicolau | /szodád dész nya tera sza niklau/    | Vágyódás hazám São Nicolau után       |
| Sodade, sodade                        |                                      |                                       |
| Sodade dessa minha terra, São Nicolau |                                      |                                       |
|                                       |                                      |                                       |
|                                       | Ismétlés elölről egyszer             |                                       |
|                                       |                                      |                                       |
| Se vou escrever muito a escrever      | /szí vo skreve mut a skrevé/         | Hogyha írsz, válaszolok               |
| Se vou esquecer muito a esquecer?     | /szí vo skesze mut a skeszé/         | De ha elfeledsz én is elfelejtelek    |
| Até dia que vou voltar                | /áté die ki vu votar/                | A napig, mikor visszatérek            |
|                                       |                                      |                                       |
|                                       | Utolsó versszak ismétlése egyszer    |                                       |
|                                       |                                      |                                       |
|                                       | 7. és 8. sor ismétlése a zene végéig |                                       |
|                                       | (Cesária Évoranál ötször)            |                                       |

## Nevezetes felvételek és előadásai
- Bonga 1974-es Angola 74 című albumában szerepel a Sodade.
- Cesária Évora zöld-foki szigeteki énekesnő előadásában az 1992-es Miss Perfumado című albumán jelent meg.
- Elhangzik a Nirvána című sci-fi filmzenéjeként is szintén Cesária Évora előadásában.
- Kepa Junkera baszk zenész Dulce Pontes portugál énekesnővel adta elő a dalt a Bilbao 00:00 h című albumán 1998-ban.
- Madonna amerikai énekesnő, dalszerző a Sodade élő változatát adta elő a 2019–2020-as Madame X Tour nevű turnéján, Dino D'Santiago zöld-foki-szigeteki zenésszel. Illetve a dalt egyedül is előadta újra a harlemi Red Rooster-ben egy meglepetés koncert keretében 2021. október 9-én, a Madame X film és koncertalbum premierjéhez és kiadásához kapcsolódóan.